# USFAS Bamako
Union Sportive des Forces Armées et Sécurité de Bamako w skrócie USFAS Bamako – malijski klub piłkarski grający w pierwszej lidze malijskiej, mający siedzibę w mieście Bamako.

## Sukcesy
- Puchar Mali[1]:
  - zwycięstwo (1): 1995
  - finał (2): 1993, 2016

## Występy w afrykańskich pucharach
| Sezon | Rozgrywki           | Runda   | Kraj                     | Klub                     | Dom | Wyjazd | Dwumecz |
| ----- | ------------------- | ------- | ------------------------ | ------------------------ | --- | ------ | ------- |
| 1998  | Puchar CAF          | 1       | Maroko                   | Renaissance Settat       | 2–2 | 0–0    | 2–2     |
| 2000  | Puchar CAF          | 1       | Ghana                    | Cape Coast Ebusua Dwarfs | 2–0 | 0–3    | 2–3     |
| 2016  | Puchar Konfederacji | wstępna | Wybrzeże Kości Słoniowej | SC Gagnoa                | 0–0 | 0–2    | 0–2     |

## Stadion
Domowe mecze klub rozgrywa na stadionie o nazwie Stade Mamadou Konaté w Bamako. Stadion może pomieścić 5500 widzów.

## Reprezentanci kraju grający w klubie od 1992 roku
Stan na styczeń 2023.
| - Cheickna Diakité - Modibo Sidibé | - Hamari Traoré - Abdoulaye Traoré |